# Рубаї

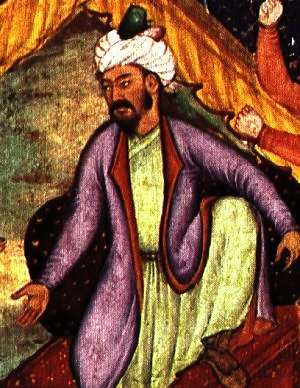
Бабур Захіреддін Мухаммед

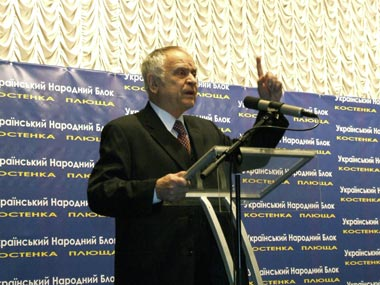
Дмитро Павличко

Рубаї́ (перс.: رباعی‎ rubāʿī, "катрен"), у множині — рубаят (rubāʿiyāt رباعیات)  — чотиривірш, як правило філософського змісту, за схемою римування: ааба чи аааа (різновид монорими).
Рубаї як викінчений мініатюрний віршовий твір, що виражає певну думку, підкреслену в останньому рядку строфи, — одна з найпопулярніших версифікованих форм у ліричній поезії народів Сходу, сягнула своєї досконалості в тюркомовному (Захіреддін Бабур) та іранському (Омар Хаям) літературному середовищі. Рубаї запозичені з фольклору таджиків і персів (фольклор. назви — дубайті та таране). Літературна тема зазнає у рубаят філософського осмислення, при цьому, як правило, перший бейт (дворядковий вірш) являє собою засновок, а третій рядок — висновок, що підкріплюється афористичним виразом в останньому. Можливе вживання редифа, тобто повторення слова або словосполучення в кінці кожного віршованого рядка після рими. Розквіт рубаят припадає на XI ст. і пов'язаний з творчістю неперевершеного майстра цієї жанрової форми Омара Хаяма:
 І юних, і старих — всіх поглинає час, (а)

 І невеликий нам дається днів запас. (а)

 Ніщо не вічне тут: ми підемо так само, (б)

 Як ті, що вже пішли й що прийдуть після нас. (а)
у перекладі В. Мисика
З середини XII ст. рубаї втрачають свою роль і поступаються місцем газелям, хоча й не зникають. Так, майстрами рубаї були поет Нізамі Ганджеві (1141—1209), Захиреддин Мухаммед Бабур (1483—1530). У казахській поезії називається ельон (одинадцятискладник з медіаною після шостого складу).Європейська поезія засвоювала рубаї спершу через збірник переказів німецького поета Ф. Рюккерта «Сліди троянд» (1859), згодом з англійського вільного перекладу Е. Фіцджеральда «Рубаят Омара Хаяма» (1859).Цей переклад вважають одним з найкращих здобутків англійської поезії. Українські переклади Омара Хаяма зроблено академіком А.Кримським, Т. Масенком, В.Мисиком. Звертаються до вишуканої віршової форми рубаї й українські поети. Так, Д. Павличко у 1987 видав збірку «Рубаї»:

 Мені нагадують людські серця

 Крихке й тоненьке серце олівця —

 Зламати легко, застругати важче,

 Списати неможливо до кінця.
В українській літературі рубаї писали Василь Мисик, Микола Бажан, Дмитро Павличко, Володимир Ляшкевич, Віталій Ігнащенко, Володимир Ящук, Данило Кононенко, Юрій Хабатюк та інші.

## Джерело
- Літературознавчий словник-довідник за редакцією Р. Т. Гром'яка, Ю. І. Коваліва, В. І. Теремка. — К.: ВЦ «Академія», 2007